# Любаров, Владимир Семёнович
Владимир Семёнович Люба́ров (род. 4 сентября 1944 года, Москва) — российский художник и график. Член Союза художников России с 1985 года.

## Биография
Окончил Московскую среднюю художественную школу при институте им. Сурикова. В 1963 году поступил в Московский полиграфический институт на факультет художественного оформления печатной продукции.
C 1969 по 1990 годы работал книжным графиком. С 1973 по 1984 годы был главным художником в журнале «Химия и жизнь». В 1988 году организовал издательство «Текст» вместе с Аркадием Стругацким и группой писателей.
В 1991 году решил изменить свою жизнь, уехал из Москвы в деревню Перемилово Владимирской области, где занялся станковой графикой, а затем и живописью.

### Личная жизнь
Трижды женат, с последней женой — переводчиком, писателем и журналистом Екатериной Любаровой — живёт уже почти 30 лет. В 1972 году у художника родился сын Антон, а в 1982 — дочь Полина. Имеет троих внуков.
Мать — Эрна Эммануиловна Казас (1912—1989), внучка караимского просветителя Ильи Ильича Казаса. Отец — Семён Семёнович Любаров (1909—1987), инженер.

### Увлечения
Владимир Любаров давний спортивный болельщик. Его любимая команда — ЦСКА.
Это шёл футбольный матч, в котором команда ЦСКА, называвшаяся тогда ЦДКА, билась за звание чемпиона страны с какой-то другой командой — её названия уже не помню. … Те два часа, пока шёл матч, я не шелохнувшись просидел возле приёмника. И после окончания игры, которая закончилась крупной победой ЦСКА, стал неразубеждаемым болельщиком этого клуба.

## Творчество
Работая графиком, проиллюстрировал и оформил более 100 книг. В 1993 году британское издательство Appletree Press выпустило книгу «Russian Proverbs» («Русские пословицы») Криса Скиллена (англ. Chris Skillen), иллюстрации к которой были заказаны Любарову.
Картины Любарова, которые сам он называет «картинками», подразделяются на серии. Основной серией Любарова является «Деревня Перемилово», её первый цикл был закончен в 1995 году и включает в себя около 300 работ. Его произведения неоднократно выставлялись в России и Европе, в том числе на персональных выставках в ЦДХ, Третьяковской галерее и других выставочных площадках. Картины художника хранятся во многих музеях России и других стран, среди них Третьяковская галерея, Русский музей, Литературный музей и музей истории Санкт-Петербурга.
В 2011 году Любаров издал книгу своих рассказов «Рассказы. Картинки.», в 2014 году вышла вторая книга под названием «Праздник без повода». В оформлении обеих книг использовались картины из разных серий. В 2016 году — третья книга «Цимес мит компот», в 2018 году — «Русский музей. Владимир Любаров» на русском и английском языках. В 2020 году ожидается выход новой книги. Также ежегодно издаются еженедельники и календари с иллюстрациями Любарова.